# Station Saint-Paul-Saint-Antoine
Station Saint-Paul-Saint-Antoine is een spoorwegstation in de Franse gemeente Saint-Paul-de-Jarrat.